# Lampa (Chile)
Lampa – miasto w Chile, w regionie Region Metropolitalny Santiago, w prowincji Chacabuco.